# Aupafälle
Die Aupafälle sind mit einer Gesamtfallhöhe von 174 m die höchsten Wasserfälle des Riesengebirges.

## Lage
Die Aupafälle liegen westlich der Schneekoppe und nördlich von Pec pod Sněžkou (Petzer) im Ostteil des Gebirges in der Zone I des KRNAP – Naturdenkschutzgebiets Krkonošský národní park. Sie werden durch die Abfolge von zwei einzelnen Wasserfällen gebildet, die zwar aus Naturschutzgründen nicht direkt zugänglich sind, aber von einem blau markierten Wanderweg, der von Petzer aus durch den Riesengrund (Obří důl) führt, gut zu sehen sind.

## Oberer Aupafall

Oberer Aupafall – Längsprofil

Bereits aus einiger Entfernung sind drei annähernd gleich große Stufen gut zu erkennen. Oben die Fallzone ①, die bis zur Fallkante ca. 30° Gefälle aufweist. Daran schließen sich die mittlere Stufe ② mit einem Gefälle von bis zu 70° und schließlich die untere Stufe ③ an, die ein maximales Gefälle von 60° besitzt.
Er wird von dem Fluss Aupa gespeist. Dieser besitzt keine eigentliche Quelle, sondern fließt aus vielen kleinen Bächen am östlichen Ende des Aupa-Hochmoors zusammen. Diese haben verstärkt durch Erosion, zunehmend tiefer und breiter werdende Gräben gefressen und sich zu einer breiten, 15 Meter tiefen v‑förmigen Rinne im Granit des Untergrunds vereint. Am Ende dieser Rinne stürzt das Wasser über die ausgeprägte Talstufe der Aupakante (Upska hrana) in 1363 Meter Höhe in das Gletscherkar der Aupa-Grube, die den Abschluss des Riesengrunds bildet. Mit 129 Meter Fallhöhe ist er der zweithöchste Einzelwasserfall im Riesengebirge.
Die Durchflussmenge und damit die Breite des Wasserfalls ist sehr von der Jahreszeit und den letzten Niederschlägen abhängig und vor allem im Sommer führt der Obere Aupafall nur sehr wenig Wasser. Die Breite ist außerdem je nach Höhe stark schwankend. Am Anfang der Fallzone ist es ein kräftiger Strom von 3–6 manchmal auch 8 Metern Breite, der sich mit zunehmender Falltiefe in mehrere, nur 1–2 Meter schmale Strahlen auffächert. Aufgrund der Höhe zerfällt der Wasserkörper stark und nimmt bei geringer Wasserführung von Charakter eines Tropfenschleiers oder Rieselfalls an.
Am Fuße der Wand schlägt das Wasser auf den steinigen Boden der Aupa-Schlucht (Úpská jáma). Durch Rückstau entstehen hier gelegentlich kleinere Tümpel mit etwa 1,5 Meter Durchmesser, die jedoch nicht einem eigentlichen Tosbecken entsprechen. Durch die vom aufschlagenden Wasser verursachte Erosion und zusätzlichen Verwitterungsprozessen der umliegenden Felsen entstand am Boden der Aupa-Grube ein ungewöhnlich schmaler Schuttkegel mit einer Steigung von bis zu 35° und etwa 0,5 km Länge.

## Unterer Aupafall

Unterer Aupafall – Längsprofil

Der Untere Aupafall liegt etwa 1 km entfernt, knapp 400 Meter unter dem oberen Fall, in einem Abschnitt, wo der junge Fluss über eine 160 Meter lange Felsrutsche und eine Reihe von Kaskaden und Katarakten nach unten schießt und dabei einen Höhenunterschied von 45 Metern überwindet.
Die mittlere Neigung des Wasserfalls beträgt 20°. Im Längsprofil, das die besonders hohen Kaskaden mit Fallhöhen von 6 Metern im oberen Teil und 3 Metern im unteren Teil berücksichtigt, ist zu sehen, dass der steilste Teil des ganzen Abschnitts ungefähr 33° beträgt.
Die gegenüber dem oberen Fall fünffach größere Durchflussmenge ist auf das ebenfalls größere Einzugsgebiet von 1,9 km² zurückzuführen. Dennoch ist auch die Breite des unteren Falls sehr unterschiedlich und schwankt je nach Jahreszeit, Niederschlag und Höhe von 0,5 bis 8, manchmal sogar bis zu 10 Metern. Die Breite der beiden Hauptarme beträgt an der steilsten Kaskadenstufe 4 bis 5 Meter.
Anders als der Obere Aupafall, der über eine Bruchkante schießt, bildete sich der Untere Aupafall am Eisbruch des ehemaligen Aupa-Gletschers. Maßgeblich für diesen Prozess war die sogenannte glaziale Erosion. Im Weiteren führte die Auskolkung des weicheren Gesteins entlang der Gefällstrecke zu den einzelnen Gumpen und Kaskaden. Der Wechsel zwischen sehr steilen und sehr flachen Teilen des Untergrunds ist im Übrigen sehr typisch für die von Gletschern ausgebildete Talsohle.

## Vegetation
Das Gebiet um den oberen Wasserfall wurde und wird stark von Lawinen geformt, die hier im Winter bis zu vier Mal niedergehen und immer große Mengen an Felsbrocken, Erde und Torf mitreisen und daher den Wuchs von Bäumen verhindern.
Die Felswand ist nahe der Spritzwasserzone nur von Grünalgen bedeckt, die mit einer schleimigen Schicht am Gestein kleben. Bereiche, die dem stürzenden Wasser weniger ausgesetzt sind, werden von Moosen und Braunalgen besiedelt und an Felsvorsprüngen trotzen Grasbüschel den rauen Bedingungen.
Obwohl sich der untere Wasserfall auf einer Linie mit der längsten Lawinenbahn im Riesengebirge befindet, kommen Lawinen jedoch nur sehr selten an der Talsohle an (zuletzt 1956). Dieses Gebiet ist eher von Murenabgängen betroffen; ihr Geröll, Schutt und Erdmaterial wird aber vom Wasser zuverlässig weiter talabwärts befördert. Der Fließgeschwindigkeit des Wassers können auch hier nur Algen und Moose standhalten, aber in unmittelbarer Nachbarschaft wächst Gebirgsnadelwald.

## Tourismus
Touristisch haben die Wasserfälle nur eine geringe Bedeutung. Dies liegt zum einen daran, dass sie mit Ausnahme der Zeit während der Schneeschmelze, Anfang Mai, nur sehr wenig Wasser führen, zum anderen an der kaum zugänglichen Lage, die auch durch Wanderwege nicht näher erschlossen ist.